# Барбул Павло Олексійович
Павло́ Олексі́йович Ба́рбул (*29 січня 1987, Одеса, УРСР) — український державний управлінець, юрист, адвокат, підприємець; директор ДП «Спецтехноекспорт» (2015-18). Співзасновник компанії «АДАМ Корп», бенефіціар видання MIND.ua, фігурант антикорупційних розслідувань з боку Bihus.info, НАБУ та САП.

## Життєпис
Павло Барбул народився 29 січня 1987 року в Одесі. Батько — Олексій Павлович Барбул, очолював управління дорожнього господарства Одеської міської ради (2010—2011), а пізніше (2011—2014) був заступником начальника цього управління. У 2009-2010-му Олексій Барбул значився власником ПП «Київшляхбуд», яке ЗМІ пов'язують із групою впливу мера Одеси Геннадія Труханова, і яке фігурує в розслідуваннях і кримінальних щодо розкрадання та відмивання грошей. Наразі Олексій Барбул керує ПП "Будівельна фірма «Югавтодор». Мати — Атанасян Каріна Робертівна — приватний підприємець. Двічі потрапила в ЗМІ. Вперше у 2017-му, коли Павло Барбул задекларував як подарунок від матері квартиру в Одесі площею 51 кв² за 591 736 грн. Вдруге — у 2018-му, коли придбала елітну нерухомість у Козині під Києвом одразу після звільнення сина з держслужби: будинок на 435 кв² на 14 сотках землі, з господарськими спорудами та фонтаном.

### Освіта
У 2003 році закінчив навчання в «Lawrence High School» (США) за програмою FLEX. 2007 року закінчив Український державний університет фінансів та міжнародної торгівлі, здобувши кваліфікацію магістра міжнародного права. 2017 року здобув ступінь MBA в Києво-Могилянській бізнес-школі.

### Кар'єра
З 2006 — юридичний консультант у ТД УкрСільгоспМаш. 2007 — молодший юрист в адвокатській фірмі «Арцингер і партнери». 2010—2012 — начальник відділу примусового стягнення боргів у Swedbank.
2012 — заснував юридичну фірму «Vox Legum», яка 2013 року стала фіналістом в категорії «Відкриття року» за рейтингом видання «Юридична практика». Паралельно з управлінням юридичною компанією займався науковою діяльністю — старший співробітник Центру міжнародних відносин та світової економіки НАН України. Член експертної групи Міністерства інфраструктури України.
2014 року став радником гендиректора «Укроборонпрому» з питань безпеки, пізніше — директором департаменту з управління активами. 2015 — директор ДП «Спецтехноекспорт» (експорт і імпорт зброї і військової техніки), і працював там до літа 2018 року.

#### У «Спецтехноекспорті»
В інтерв'ю повідомляв, що підприємство має реалізувати стратегію переходу до торгово-інвестиційної корпоративної моделі та збільшення інвестицій у перспективні оборонні розробки.
Барбул наголошував, що Спецтехноекспорт став першою компанією в Україні, яка уклала контракти та забезпечила постачання новітніх зразків вітчизняних БПЛА до Збройних сил та інших силових відомств України. Чиновник координував експорт авіаційної техніки, високоточних озброєнь, приділяв велику увагу підтримці стартап-проектів в Україні. Зокрема, компаній-розробників безпілотних розвідувальних систем та апаратів.
За час керівництва Павла Барбула компанія Спецтехноекспорт залучила на оборонні підприємства замовлення на суму більше $ 500 млн.
25 червня 2018 року Барбула звільнили з посади за згодою сторін.
Після відходу з посади директора ДП «Спецтехноекспорт», Генеральна прокуратура України заявила, що підозрює керівництво «Спецтехноекспорту» у виведенні 198 млн грн. НАБУ розпочало розслідування щодо привласнення та розтрати майна шляхом зловживання службовим становищем, а також підробки службових документів. НАБУ взяло в основу розслідування контракт із Індією 2009 року на суму 400 млн доларів США. Фігурантами розслідування стали п'ять екс-керівників ДП. За висновком ГО «Харківська правозахисна група» затримання Павла Барбула було незаконним. Крім того, рішення слідчого судді про суму застави є необґрунтованим і не відповідає українському законодавству, Європейській конвенції та практиці Європейського суду з прав людини.
За даними слідства, «Спецтехноекспорт» протягом 2017 року в межах договору комісії допомогло приватній фірмі ТОВ «НПБ Армінженірінг» експортувати товари подвійного (військового) призначення невідомого походження на суму понад $3,1 млн. У червні-грудні 2017-го «Спецтехноекспорт» сплатив на рахунок фіктивній фірмі «НПБ Арміженірінг» 80,7 млн грн. Далі гроші були перераховані на інші підставні фірми. За даними столичного управління ДФС, придбання таких товарів ТОВ «НПБ Армінженірінг» не декларувалося, джерело їх походження невідоме. За офіційною адресою ТОВ «НПБ Армінженірінг» відсутнє.
Зважаючи на наведені факти, Печерський райсуд Києва наклав арешт на грошові рахунки підприємств у різних банках. За даними YouControl ТОВ «НПБ Армінженірінг» існувало лише 4 місяці на час контракту із державним підприємством.
Під час розслідування справи за «індійським контрактом» судові експерти заявили про тиск НАБУ та примус до фальсифікації результатів експертизи щодо Павла Барбула. Причиною тиску стала відсутність фактів та ознак розтрати коштів екс-чиновником.
У 2019 році в межах розслідування скандалу із сім'єю Гладковських НАБУ провело обшуки в Укроборонпромі, а також відкрило провадження проти Барбула (як колишнього директора Спецтехноекспорту). У рамках цього розслідування вдома та в офісі Барбула були обшуки, під час яких правоохоронці знайшли та вилучили $120 000 готівки. Правозахисники та експерти висловили думку, що дії НАБУ були непрофесійними, заангажованими, мали ознаки перевищення влади та службових повноважень одним із детективів НАБУ та мали на меті зірвати контракти українських підприємств, підірвати авторитет України на міжнародній арені. Крім того, суд тимчасово заарештував будинок сім'ї Барбула в Конча-Заспі.

### Корупційні розслідування
Під час досудового розслідування від 07.08.2015 року слідство виявило, що в 2015—2016 роках ДП «Спецтехноекспорт» перерахувало 80 млн грн фірмі «Спецпроммеханізація», яку поліція вважала фіктивною. Гроші були заплачені нібито за поставлене обладнання. З матеріалів суду стало відомо, що допитана в якості свідка керівник фірми сказала, що господарської діяльності не здійснювала і про використання банківського рахунку підприємства їй нічого не відомо.
НАБУ підозрює посадовців ДП «Спецтехноекспорт» у змові з невстановленими особами та заволодінні протягом 2015—2016 років бюджетними коштами в розмірі $2,6 млн у результаті перерахунку цих коштів фірмі Global Marketing SPL TD, так як за даними НАБУ умови угоди з Global Marketing SPL TD виконані не були, але сторони підписали акти виконаних робіт.
Одразу після звільнення Павла Барбула з держпідприємства ЗМІ помітили Барбула в Конча-Заспі та з'ясували, що мати екс-чиновника придбала в Козині під Києвом будинок на 435 кв² на 14 сотках землі, із господарськими спорудами та фонтаном. Подібна нерухомість оцінювалася експертами у щонайменше $ 0,5 млн.
Журналісти програми «Наші гроші з Денисом Бігусом» зафіксували, як уранці з кооперативу виїжджає автівка самого екс-очільника Спецтехноекспорту.
Невдовзі після звільнення зі «Спецтехноекспорту» Барбул створив спільний бізнес Адам Корп із колишнім колегою — екс-заступником генерального директора ДП «Укроборонпром» Денисом Гураком та ще одним чиновником із Одеси, екс-керівником Державного космічного агентства України Володимиром Усовим.. Ще один співзасновник ADAM — компанія Усова Kwambio, яка у грудні 2017-го отримала $500 000 фінансування від російського фонду Impulse VC, одним із головних партнерів якого виявився російський мільярдер Роман Абрамович.
На початку березня 2019-го НАБУ спільно з САП затримали Павла Барбула та ще чотирьох осіб у справі заволодіння 2,6 млн доларів Спецтехноекспорту, які були виведені на арабську фірму. Йому призначили заставу в розмірі  1,92 млн грн. Через кілька днів за колишнього чиновника внесли заставу, і він вийшов із СІЗО.
У вересні 2019-го суддя частково задовольнила скаргу адвоката Барбула та відпустила екс-директора Спецтехноекспорту на поруки.

### Скандали. Тиск на ЗМІ
На початку 2021 року, після чергової низки журналістських публікацій щодо ходу розслідування НАБУ й САП стосовно розкрадань у Спецтехноекспорті за часів головування Барбула, колишній чиновник вирішив прибрати з інтернету негативні згадування. Зокрема Павло Барбул подав у Національну поліцію заяву про порушення його прав, внаслідок чого слідчі Печерського управління поліції ГУНПУ в м. Києві відкрили кримінальне провадження за фактом вчинення кримінального правопорушення, передбаченого ч. 2 ст. 182 ККУ. Паралельно Барбул подав до суду позов на 50 000 грн до таких ЗМІ як «Апостроф», «ГолосUA», «Главком» та інші онлайн медіа.
10 березня 2021 р. старший слідчий Печерського управління поліції Василь Поплавський зазначив безпідставність претензій Павла Барбула та ухвалив рішення про закриття кримінального провадження в зв'язку з відсутністю складу кримінального правопорушення.
У кінці березня, попри закриття старшим слідчим управління поліції Поплавським кримінального провадження, суддя Печерського районного суду м. Києві Тетяна Ільєва ухвалила рішення про часткове задоволення клопотань позивача, що призвело до блокування деяких вебсайтів, які розміщували інформацію про можливі корупційні дії Барбула, які розслідували НАБУ й САП.
Медіаспільнота розцінила це рішення суду на користь Павла Барбула як тиск на ЗМІ та журналістів через корумповані суди та правоохоронців.
У Міністерстві внутрішніх справ вважають, що рішення Печерського суду є неправірним. У листі МВС, опублікованому на сайті НКРЗІ, йдеться про те, що Печерський суд не мав права розглядати цю справу, а Павло Барбул не мав права подавати клопотання, адже не є цивільним позивачем; також аргументація адвоката Барбула — Марини Мкртичевої, щодо поширення неправдивої інформації на інтернет-ресурсах не була предметом правових відносин кримінального процесуального права.